# Даллин, Сайрус
Сайрус Эдвин Даллин (англ. Cyrus Edwin Dallin; 22 ноября 1861[…], Springville, Юта — 14 ноября 1944[…], Арлингтон, Массачусетс) — американский скульптор и стрелок из лука, бронзовый призёр летних Олимпийских игр 1904.

## Спортсмен
На Играх 1904 в Сент-Луисе Даллин участвовал во всех мужских дисциплинах. Он занял третье место в командном соревновании и выиграл бронзовую медаль. Также он стал 12-м в двойном йоркском круге и девятым в двойном американском.

## Скульптор

Некоторые работы
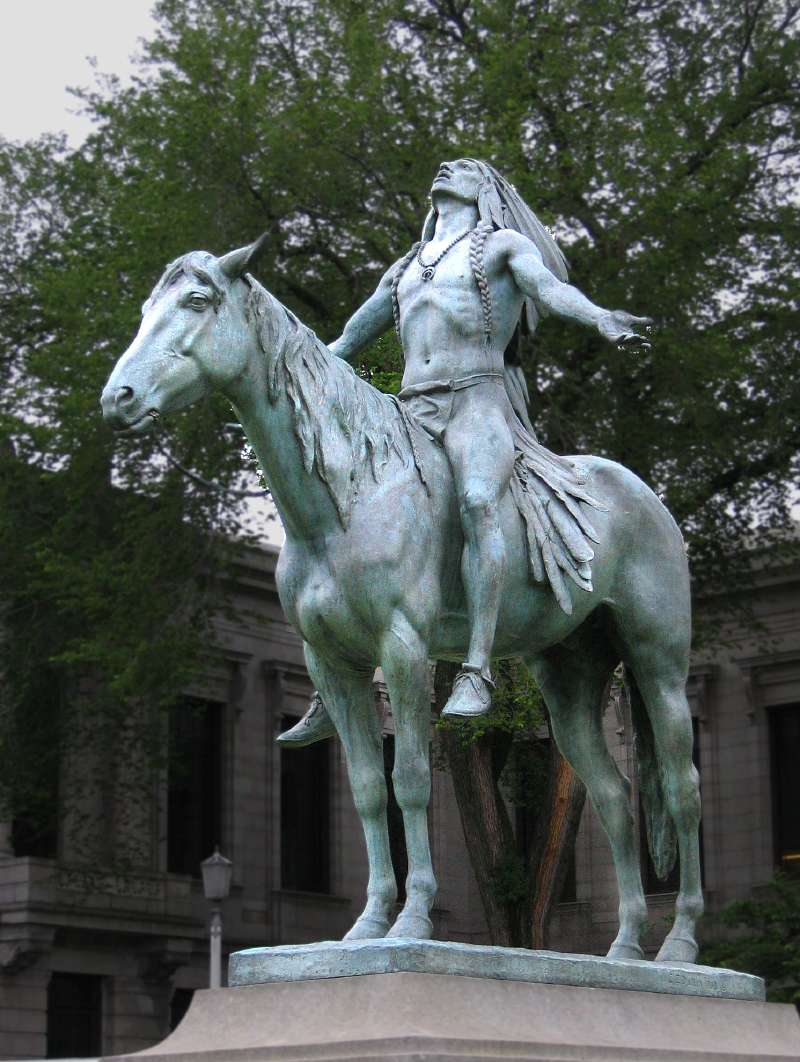
Обращение к Великому Духу, 1909
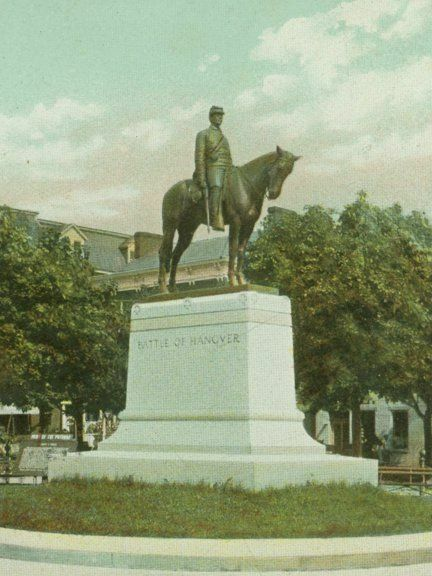
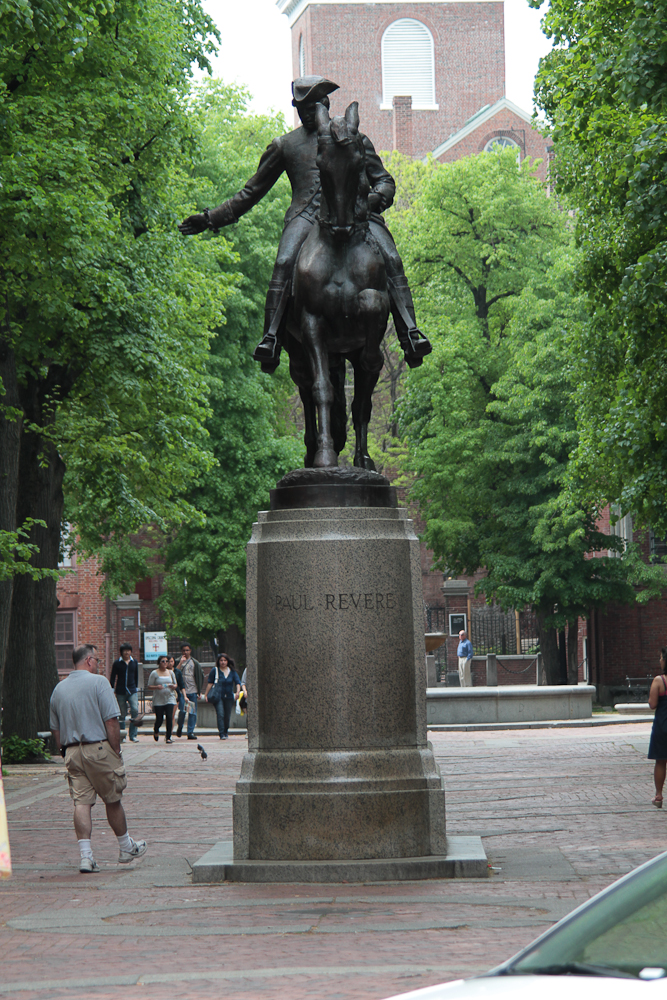